# Shahar Tzuberi
Shahar Tzuberi (n. 1 septembrie 1986, Eilat, Districtul de Sud, Israel) este un sportiv ce a reprezentat Israel, medaliat olimpic. A participat la 2 ediții ale Jocurilor Olimpice (2008, 2016) în care a câștigat o medalie de bronz.